# Tukoray Lóránt
Tukoray Lóránt, névváltozat: Tukorai (Jászberény, 1852. – Abony, 1915. november 10.) epizódkomikus-színész. 

## Pályafutása
Előbb a papi pályára készült, melynek során megtanult latinul és görögül is. 1873-ban elvégezte a Színiakadémiát, megtanult németül, franciául és angolul és értett a fuvolázáshoz. Mint pompás epizodista megfordult az összes nagyobb vidéki színpadon. Rettegi Fridolinja (Schönthan: A szabin nők elrablása), Gonosz Pistája (Tóth Ede: A falu rossza), Harpagonja  (Molière: A fösvény) klasszikus alakítások voltak. Takarékosságát, gázsibeosztását, anyagi dolgaiban való pedantériáját, valamint egyéb különcködéseit számos történet őrzi. Havi fizetése 43 forint 36 krajcárt tett ki. Ha kölcsönkértek tőle, tíz forintig mindenkinek rendelkezésére állott, kötelezvényt vett, melyben a visszafizetésnek nemcsak a napja, hanem az órája és a perce is fel volt pontosan tüntetve. A pénzt nem fogadta el sem előbb, sem később a kitűzött időnél, aki a kötelezettségét nem teljesítette, azzal többet nem állt szóba.
1894 és 1896 között Pesti Ihász Lajos társulatában játszott, majd 1897-ben Baranyai B. Mihálynál, 1898-ban Bokody Antalnál lépett színpadra. 1896-ban volt 25 éves jubileuma Óbudán, a Tolonc című darabban Mravcsák szerepében. 1899-ben Kövessy Albertnél lépett fel az Óbudai Kisfaludy Színházban. 1900 és 1911 között kilenc igazgatója volt (ezek időrendben: Szabadhegyi Aladár, Deák Péter, Földesi Sándor, Mezei Kálmán, dr. dr. Farkas Ferenc, Micsei F. György, Szilágyi Dezső, valamint az utolsó három évadot dr. Farkas Ferenc színtársulatánál töltötte. Virágvasárnapkor mindig felment Budapestre a színészvásárra; a Nemzeti Szinház művészeinek, Náday Ferencnek és Bercsényi Bélának volt gyakran látott vendége.
Abonyban volt 1909. július 15-én 35 éves színészi jubileuma Rettegi Fridolin szerepében. 1911. október 1-én vonult nyugdíjba.
Balassa Imre a következő személyleírást adja róla 1932-ben megjelent A sétáló halott című írásában: "Alig százötven centiméter magas, vörösorrú, vézna ember volt", Szacsvay Imre közeli barátjaként említi.
További szerepei: Kántor (Gaál József: Peleskei nótárius), Gerő, kulcsár (Jókai Mór: Bolondok grófja), Imári márki (Jones: Gésák), Semessey, egyetemi tanár (Herczeg Ferenc: A Gyurkovics lányok), 